# Xã McDonald, Quận Jasper, Missouri
Xã McDonald (tiếng Anh: McDonald Township) là một xã thuộc quận Jasper, tiểu bang Missouri, Hoa Kỳ. Năm 2010, dân số của xã này là 810 người.